# 1840 في الولايات المتحدة
فيما يلي قوائم الأحداث التي وقعت خلال عام 1840 في الولايات المتحدة.

## سياسة

### تعيين في المنصب
- 1 يناير – آسا بيغز عضو مجلس نواب كارولينا الشمالية.
- 1 يناير – جون بيرسون عضو مجلس ولاية إلينوي.
- 31 مارس – توماس ووكر غيلمر حاكم فرجينيا [الإنجليزية]‏.
- 19 مايو – جون ميلتون نيليز مدير مكتب البريد العام في الولايات المتحدة [الإنجليزية]‏.
- 25 نوفمبر – وليام الكسندر غراهام عضو مجلس الشيوخ الأمريكي.
- 9 ديسمبر – جون بيتر ريتشاردسون الثاني حاكم كارولينا الجنوبية [الإنجليزية]‏.
- 16 ديسمبر – توماس كوروين حاكم ولاية أوهايو  [لغات أخرى]‏.

### انتهاء فترة المنصب
- 1 يناير – وليام الكسندر غراهام عضو مجلس نواب كارولينا الشمالية.
- 10 يناير – فيليكس جراندي نائب عام الولايات المتحدة.
- 18 يناير – إدوارد إيفرت حاكم ماساتشوستس [الإنجليزية]‏.
- 30 مايو – توماس كوروين عضو مجلس النواب الأمريكي.
- 2 سبتمبر – تشارلز ويكليف حاكم كنتاكي [الإنجليزية]‏.
- 4 نوفمبر – جيمس سيفير كونواي حاكم أركنساس  [لغات أخرى]‏.

## مواليد

### يناير
- 1 يناير – الجواد الجامح سياسي أمريكي.
- 1 يناير – لامان ستيورت
- 9 يناير – صموئيل بالدوين ماركس يونغ ضابط من الولايات المتحدة الأمريكية.

### أبريل
- 4 أبريل – هنري بيكيرينغ بوديتش

### مايو
- 4 مايو – جورج جراي سياسي أمريكي.

### يوليو
- 2 يوليو – فرنسيس والكر
- 28 يوليو – إدوارد درينكر كوب

### أغسطس
- 10 أغسطس – إليزا فرانسيس أندروز

### سبتمبر
- 27 سبتمبر – ألفريد ثاير ماهان

### أكتوبر
- 28 أكتوبر – جوزيف جورج فايفر سياسي أمريكي.
- 30 أكتوبر – ويليام سمنر

### نوفمبر
- 16 نوفمبر – هنري هاريسون ماركهام سياسي أمريكي.
- 24 نوفمبر – جون براشير

## وفيات

### يناير
- 1 يناير – توماس هيل وليامز (مواليد 1780) سياسي أمريكي.

### مارس
- 11 مارس – جورج وولف (مواليد 1777) سياسي من الولايات المتحدة.

### أبريل
- 17 أبريل – هانه ويبستير فوستير (مواليد 1758)

### مايو
- 19 مايو – جون أدير (مواليد 1757) سياسي أمريكي.

### ديسمبر
- 19 ديسمبر – فيليكس جراندي (مواليد 1775) سياسي أمريكي.